# Berta Hrubá
Berta Hrubá (ur. 8 kwietnia 1946 w Pradze, zm. 24 lipca 1998 tamże) – czechosłowacka hokeistka na trawie, medalistka olimpijska.
Uczestniczka letnich igrzysk olimpijskich w Moskwie w 1980. Wystąpiła we wszystkich pięciu spotkaniach (była kapitanką zespołu). Czechosłowackie hokeistki w swoim jedynym występie olimpijskim zdobyły srebrny medal.